# Виткевич, Виктор Витольдович
Виктор Витольдович Виткевич (1917—1972) — советский радиоастроном.

## Биография
Родился в Клину (ныне — Московской области), в семье учёного-метеоролога В. И. Виткевича, в 1939 окончил Московский институт связи. В 1941—1947 служил в Советской Армии. С 1948 работал в Физическом институте АН СССР.
Основные труды в области радиоастрономии, является одним из пионеров этого направления в СССР. Участвовал в создании экспериментальных баз в Крыму (Кацивели) и под Москвой (Пущино).
В 1951 независимо от Ф. Г-Смита и К. Мейчина предложил новый метод исследования солнечной короны путём изучения проходящего через неё радиоизлучения дискретных источников (метод «просвечивания»). Этим методом Виткевич впервые провел исследование внешних областей солнечной короны, в результате чего были открыты сверхкорона Солнца и радиальные магнитные поля в околосолнечном пространстве. Интерференционный метод, развитый Виткевичем, позволил определять угловые координаты запускавшихся к Луне космических аппаратов. По инициативе и под руководством Виткевича на радиоастрономической станции Физического института АН СССР был построен один из крупнейших в мире крестообразный диапазонный радиотелескоп ДКР-100.
С 1966 года Виткевич проводил на нем изучение солнечного ветра и неоднородной структуры межпланетной и межзвездной плазмы. В 1968 году под его руководством были развернуты исследования пульсаров.
Похоронен на Головинском кладбище.

## Награды и звания
- Государственная премия СССР (1968).

## Из библиографии
- Радиоастрономические наблюдения солнечного ветра / В. В. Виткевич, В. И. Власов ; Акад. наук СССР. Физ. ин-т им. П. Н. Лебедева. Лаборатория радиоастрономии. - Москва : [б. и.], 1966. - 5 с. : ил.; 21 см.
- Вопросы создания крупных радиотелескопов в свете новых задач радиоастрономии : (Пульсары, мерцания) / В. В. Виткевич, Ю. П. Илясов ; Физ. ин-т им. П. Н. Лебедева АН СССР. Лаборатория радиоастрономии. - Москва : [б. и.], 1969. - 11 с., 1 л. ил.; 21 см.

### Редакторская деятельность
- Ловелл, Б. Радиоастрономия / Пер. с англ. Б. М. Чихачёва ; Под ред. В. В. Виткевича. - Москва : Изд-во иностр. лит., 1953. - 240 с., 8 л. ил. : ил.; 23 см.
- Пульсары : Сборник статей : Пер. с англ. / Под ред. В. В. Виткевича ; [Вводная статья В. В. Виткевича и Н. А. Лотовой]. - Москва : Мир, 1971. - 270 с. : ил.; 20 см.